# Gianfranco Rosi
Gianfranco Rosi (dʒaɱˈfraŋko ˈrɔːzi; Asmara, Etiopía, 30 de noviembre de 1963) es un documentalista italo-estatunidense. Su documental Sacro GRA (2013) ganó el León de Oro en el 70.ª Mostra Internacional de Venecia, mientras que su documental de 2016 Fuocoammare ganó el Oso de Oro en el 66.ª Festival Internacional de Cine de Berlín. Rosi es el único documentalista que ganó dos máximos premios en los tres grandes festivales de cine europeos (Venecia, Berlín y Cannes), y es el único director junto a Michael Haneke, Ang Lee, Ken Loach y Jafar Panahi que lo ha logrado en el siglo XXI.
También fue nominado al Oscar a la mejor película documental por Fuocoammare.

## Primeros años
Gianfranco Rosi nació en 1963 en Asmara, entonces la provincia de Eritrea del imperio etíope. Su padre trabajaba como gerente de sección extranjera para un banco propiedad del Istituto per la Ricostruzione Industriale (IRI). Debido a la amenaza de la guerra de la independencia de Eritrea, sus padres volvieron a Italia cuando tenía 11 años. Creció en Italia y Turquía. A los 19 años, Rosi abandonó la Universidad de Pisa, donde estudiaba medicina, para asistir a la New York University Film School. Se quedó en Estados Unidos, alcanzando finalmente la doble ciudadanía.

## Carrera
Tras graduarse, Rosi encontró su primer largometraje después de que le dijeran que Miami, donde rodó su película estudiantil, recordaba a Benares, la ciudad santa de la India donde los hindúes van a morir. Pasó cinco años allí documentando la vida en los márgenes del Ganges, dando lugar a Boatman (1993), que se presentó en diferentes festivales internacionales de cine, incluidos Sundance, Locarno, Toronto y el Festival Internacional de Cinema Documental de Ámsterdam
Su siguiente película, Below Sea Level, se rodó durante cuatro años entre los residentes de la comunidad no incorporada de Slab City (California). Ganó el premio al mejor documental de la sección Orizzonti en la 66º Mostra Internacional de Cine de Venecia. Después de haberse hecho amigo del autor Charles Bowden durante la producción de  Below Sea Level, a Rosi se le ofreció hacer una película a partir del artículo The sicario (2009) de la Harper s Magazine, y dirigió El sicario, Room 164, una conversación cara a cara con un sicario del Cártel de Juárez acusado de 200 asesinatos. Se estrenó en competición en la sección Orizzonti en la 67a Mostra Internacional de Cinema de Venècia.
Después Rosi volvió a Italia para trabajar en Sacro GRA (2013), para el que vivió durante casi tres años en un remolque cerca del Grande Raccordo Anulare, una autopista circular de circunvalación que engloba el centro de Roma, documentando las historias de la gente que la rodeaba. La película fue el primer documental que se presentó en el concurso principal de la Mostra de Venecia y acabó ganado el León de Oro, su galardón más preciado, convirtiéndose tanto en el primer documental de la historia de Venecia como en la primera película italiana en 15 años que recibió este premio.
Tiempo después, el Istituto Luce se acercó a él para hacer un cortometraje sobre el naufragio de los migrantes de 2013 en la isla italiana de Lampedusa, pero Rosi pronto desestimó el proyecto de un documental completo por el tratamiento que Italia había hecho de la crisis de los refugiados en Europa. Rodó Fuocoammare (2016) durante casi un año en Lampedusa, centrándose en la crisis vista a través de la gente de la isla, tales como Samuele, un niño de 12 años, o el médico de los migrantes Pietro Bartolo. Participó en la competición del 66.ª Festival Internacional de Cine de Berlín, ganando una vez más el premio más alto del festival, el Oso de Oro, y recibiendo una amplia ovación por parte de la crítica internacional en su lanzamiento. La película fue el primer documental presentado por Italia para la categoría de mejor película extranjera al Oscar, aunque no consiguió la nominación final, y fue nominada al mejor largometraje documental a los Premios Óscar de 2016. También ganó el Premio del Cine Europei al mejor documental.
Su siguiente película, Notturno (2020), se rodó durante tres años entre aquellos que vivían en zonas de guerra entre Siria, Irak, Kurdistán y el Líbano. Se estrenó en competición en la 77.ª Mostra Internacional de Cine de Venecia.

## Filmografía
| Año  | Título               | Director | Cinematógrafo | Guionista | Productor | Técnico de sonido | Nota       |
| ---- | -------------------- | -------- | ------------- | --------- | --------- | ----------------- | ---------- |
| 1993 | Boatman              | Sí       | Sí            |           | Sí        | Sí                | Documental |
| 2008 | Below Sea Level      | Sí       | Sí            |           | Sí        | Sí                | Documental |
| 2010 | El Sicario, Room 164 | Sí       | Sí            |           | Sí        |                   | Documental |
| 2013 | Sacro GRA            | Sí       | Sí            |           |           | Sí                | Documental |
| 2016 | Fuocoammare          | Sí       | Sí            | story     | Sí        | Sí                | Documental |
| 2020 | Notturno             | Sí       | Sí            | story     | Sí        | Sí                | Documental |

## Premios y distinciones
Premios Óscar
| Año  | Categoría              | Trabajo nominado | Resultado |
| ---- | ---------------------- | ---------------- | --------- |
| 2017 | Mejor documental largo | Fire at Sea      | Nominado  |

Festival Internacional de Cine de Venecia
| Año  | Categoría                                                                         | Película  | Resultado |
| ---- | --------------------------------------------------------------------------------- | --------- | --------- |
| 2013 | León de Oro                                                                       | Sacro GRA | Ganador   |
| 2020 | Arca CinemaGiovani - Mejor película italiana                                      | Notturno  | Ganador   |
| 2020 | Green Drop Award                                                                  | Notturno  | Ganador   |
| 2020 | Segnalazione Cinema For Unicef                                                    | Notturno  | Ganador   |
| 2020 | Premio de crítica social "Sorriso diverso Venezia 2020" - Mejor película italiana | Notturno  | Ganador   |

| Año  | Premio                                   | Categoría                                            | Trabajo         | Resultado | Ref(s) |
| ---- | ---------------------------------------- | ---------------------------------------------------- | --------------- | --------- | ------ |
| 2009 | Premios del Cine Europeo                 | Mejor documental                                     | Below Sea Level |           |        |
| 2014 | Premios del Cine Europeo                 | Mejor documental                                     |                 | [ 20 ]    |        |
| 2016 | Festival Internacional de Cine de Berlín | Oso de Oro                                           | Fuocoammare     |           | [ 21 ] |
| 2016 | Festival Internacional de Cine de Berlín | Premi del Jurat Ecuménico                            | Fuocoammare     |           | [ 21 ] |
| 2016 | Premios David di Donatello               | Millor película                                      |                 | [ 22 ]    |        |
| 2016 | Premios David di Donatello               | Millor director                                      |                 | [ 22 ]    |        |
| 2016 | Premios del Cine Europeo                 | Mejor documental                                     |                 | [ 15 ]    |        |
| 2016 | Premios del Cine Europeo                 | Premi People's Choice a la millor pel·lícula europea |                 | [ 15 ]    |        |
| 2017 | Premios César                            | Mejor documental                                     |                 | [ 23 ]    |        |